# 柳家はん治
柳家 はん治（やなぎや はんじ、1954年7月24日 - ）は、東京都八王子市出身の落語家。落語協会所属の真打。本名∶荒井 良雄。出囃子は『雛鶴三番嫂』、紋は『変り羽団扇』。

## 経歴
日野高校を卒業。高校の3学年上に忌野清志郎がいる。國學院大學出身。
1977年5月、十代目柳家小三治に入門して「柳家小はぜ」を名乗る。初高座は10月、師匠の会で「道灌」。
1982年3月に柳家小勇、川流亭かっぱと共に二ツ目昇進し、「はん治」と改名。1992年3月、北とぴあ若手落語家競演会大賞受賞。
1993年9月に古今亭菊寿、入船亭扇海、三遊亭若圓歌、四代目柳亭市馬、柳家さん生、三代目入船亭扇蔵、柳家喜多八、全亭武生、古今亭志ん上と共に真打に昇進。2005年∶平成17年度 文化庁芸術祭新人賞受賞。

## 芸歴
- 1977年5月 - 十代目柳家小三治に入門、前座名「小はぜ」。
- 1982年3月 - 二ツ目昇進、「はん治」と改名。
- 1993年9月 - 真打昇進。

## 人物
趣味は絵、映画、スキー、登山。落語協会釣り落としの会会員。

## 演目

### 古典落語
- 青菜
- 金明竹
- 粗忽長屋
- 千早振る
- 転宅
- 百川

### 新作落語
六代目桂文枝作品
- 君よ、モーツァルトを聴け
- 背なで老いてる唐獅子牡丹
- 鯛
- 妻の旅行
- ぼやき酒屋

## 弟子

### 二ツ目
- 柳家小はぜ
- 柳家小はだ

## 出演

### 映画
- 『深海獣レイゴー』（2005年）

### ウェブテレビ
- ABEMA寄席（2020年5月2日、ABEMA）[2]